# Live Shit: Binge & Purge
Live Shit: Binge & Purge (udgivet 1993) er en live-udgivelse, der inkluderer 3 cd'er og 3 VHS-film fra heavy metal-bandet Metallica. Udgivelsen, der i den oprindelige form var en pap-æske model af en flightcase, indeholdt udover musikken også et 72 siders hæfte med billeder, korrespondance m.m. fra turnéen, en skabelon af bandets daværende maskot Scary Guy samt et Snakepit-pas.

Senere udkom en nyere version, hvor det var 2 dvd'er i stedet for VHS-filmene.

## Numre

### Disk 1
1. "Enter Sandman" – 7:27
2. "Creeping Death" – 7:28
3. "Harvester of Sorrow" – 7:18
4. "Welcome Home (Sanitarium)" – 6:39
5. "Sad But True" – 6:07
6. "Of Wolf and Man" – 6:22
7. "The Unforgiven" – 6:48
8. Justice Medley – 9:38

- "Eye of the Beholder"
- "Blackened"
- "The Frayed Ends of Sanity"
- "...And Justice For All"
- "Blackened"

1. "Solos (Bas/Guitar)" – 18:48

### Disk 2
1. "Through the Never" – 3:46
2. "For Whom the Bell Tolls" – 5:48
3. "Fade To Black" – 7:12
4. "Master of Puppets" – 4:35
5. "Seek and Destroy" – 18:08
6. "Whiplash" – 5:33

### Disk 3
1. "Nothing Else Matters" – 6:21
2. "Wherever I May Roam" – 6:32
3. "Am I Evil?" – 5:41
4. "Last Caress" – 1:24
5. "One" – 10:27
6. "So What" (Anti-Nowhere League)/"Battery" – 10:04
7. "The Four Horsemen" – 6:07
8. "Motorbreath" – 3:14
9. "Stone Cold Crazy" – 5:32

### VHS/dvd 1 – San Diego '92
1. "The Ecstasy Of Gold"
2. "Enter Sandman"
3. "Creeping Death"
4. "Harvester of Sorrow"
5. "Welcome Home (Sanitarium)"
6. "Sad But True"
7. "Wherever I May Roam"
8. "Through the Never"
9. "The Unforgiven"
10. Justice Medley

- "Eye of the Beholder"
- "Blackened"
- "The Frayed Ends of Sanity"
- "...And Justice For All"
- "Blackened"

1. "The Four Horsemen"
2. "For Whom the Bell Tolls"
3. "Fade to Black"
4. "Whiplash"
5. "Master of Puppets"
6. "Seek and Destroy"
7. "One"
8. "Last Caress"
9. "Am I Evil?"
10. "Battery"
11. "Stone Cold Crazy"